# Primo Nardello
Primo Nardello (Bisuschio, Varese, 1 de enero de 1932-Porto Ceresio, 11 de mayo de 2023) fue un ciclista italiano, que fue profesional entre 1963 y 1965. En su palmarés destaca una victoria de etapa en la Volta a Cataluña. Es el padre del también ciclista Daniele Nardello.

## Palmarés
1962
- Giro de los Abruzzos
- 3 etapas de la Vuelta a Yugoslavia

1963
- Coppa San Geo

1964
- Barcelona-Andorra
- 1 etapa de la Volta a Cataluña

1965
- 1 etapa de la Vuelta a Andalucía

## Resultados en Grandes Vueltas
Durante su carrera deportiva consiguió los siguientes puestos en las Grandes Vueltas.
| Carrera         | 1962 | 1963 | 1964 | 1965 |
| --------------- | ---- | ---- | ---- | ---- |
| Giro de Italia  | -    | -    | 53.º | -    |
| Tour de Francia | -    | -    | -    | -    |
| Vuelta a España | -    | -    | -    | -    |
| Mundial en Ruta | -    | -    | -    | -    |

-: No participa

Ab.: Abandono